# Koi wa Futago de Warikirenai
Koi wa Futago de Warikirenai (恋は双子で割り切れない lit. El amor no se puede dividir en dos?), también conocida como Love Is Indivisible by Twins en inglés, es una serie de novelas ligeras japonesas escritas por Shihon Takamura e ilustradas por Almic.
Comenzó a publicarse en mayo de 2021 bajo el sello Dengeki Bunko de ASCII Media Works, con cinco volúmenes lanzados a partir de marzo de 2023. Una adaptación de manga ilustrada por Okari se ha serializado en la revista Comic Dengeki Daioh "g" de ASCII Media Works desde abril de 2022, con sus capítulos se recopilaron en dos volúmenes de tankōbon a partir de julio de 2023.
Una adaptación a serie de televisión de anime, producida por ROLL2, se emitió entre julio y septiembre de 2024, contando con 12 episodios.

## Personajes
Jun Shirosaki (白崎 純 Shirosaki Jun?)
 Seiyū: Shogo Sakata
Rumi Jingūji (神宮寺 琉実 Jingūji Rumi?)
 Seiyū: Konomi Kohara (audio drama), Moeha Nochimoto (anime)
Naori Jingūji (神宮寺 那織 Jingūji Naori?)
 Seiyū: Aoi Koga (audio drama), Maaya Uchida (anime)
Toyoshige Moriwaki (森脇 豊茂 Moriwaki Toyoshige?)
 Seiyū: Katsumi Fukuhara
Reira Asano (浅野 麗良 Asano Reira?)
 Seiyū: Misaki Ikeda
Ririsu Kamedake (亀嵩璃 々須 Kamedake Ririsu?)
 Seiyū: Yūko Ōno

## Contenido de la obra

### Novela ligera
La novela fue escrito por Shihon Takamura e ilustrado por Almic, Koi wa Futago de Warikirenai comenzó su publicación el 8 de mayo de 2021, bajo el sello Dengeki Bunko de ASCII Media Works. En marzo de 2023, se han publicado cinco volúmenes.

### Manga
Una adaptación a manga ilustrada por Okari comenzó a publicarse en la revista Comic Dengeki Daioh "g" de ASCII Media Works el 27 de abril de 2022. El primer volumen de tankōbon se publicó el 25 de noviembre de 2022. En julio de 2023, se publicaron dos volúmenes.

### Anime
Se anunció una adaptación de la serie de televisión de anime en el evento del 30 aniversario de Dengeki Bunko el 15 de julio de 2023. Será producido por Infinite y animado por ROLL2, con Motoki Nakanishi como director, Michiko Yokote supervisando los guiones, Mai Watanabe diseñando los personajes y Kana Utatane componiendo la música. La serie se estrenará el 10 de julio de 2024 en AT-X y otras redes. Crunchyroll obtuvo la licencia de la serie fuera de Asia.